# Martin Gajdoš (fotbalista)
Martin Gajdoš [martyn gajdoš] (* 30. prosince 1952) je bývalý slovenský fotbalový útočník.

## Hráčská kariéra
V československé lize hrál za Lokomotívu Košice. Nastoupil ve 2 ligových utkáních..

### Prvoligová bilance
| Ročník          | Zápasy | Góly | Minuty | Klub              |
| --------------- | ------ | ---- | ------ | ----------------- |
| I. liga 1972/73 | 2      | 0    | 90     | Lokomotíva Košice |
| CELKEM I. LIGA  | 2      | 0    | 90     |                   |